# Elsüllyedt nukleáris tengeralattjárók listája

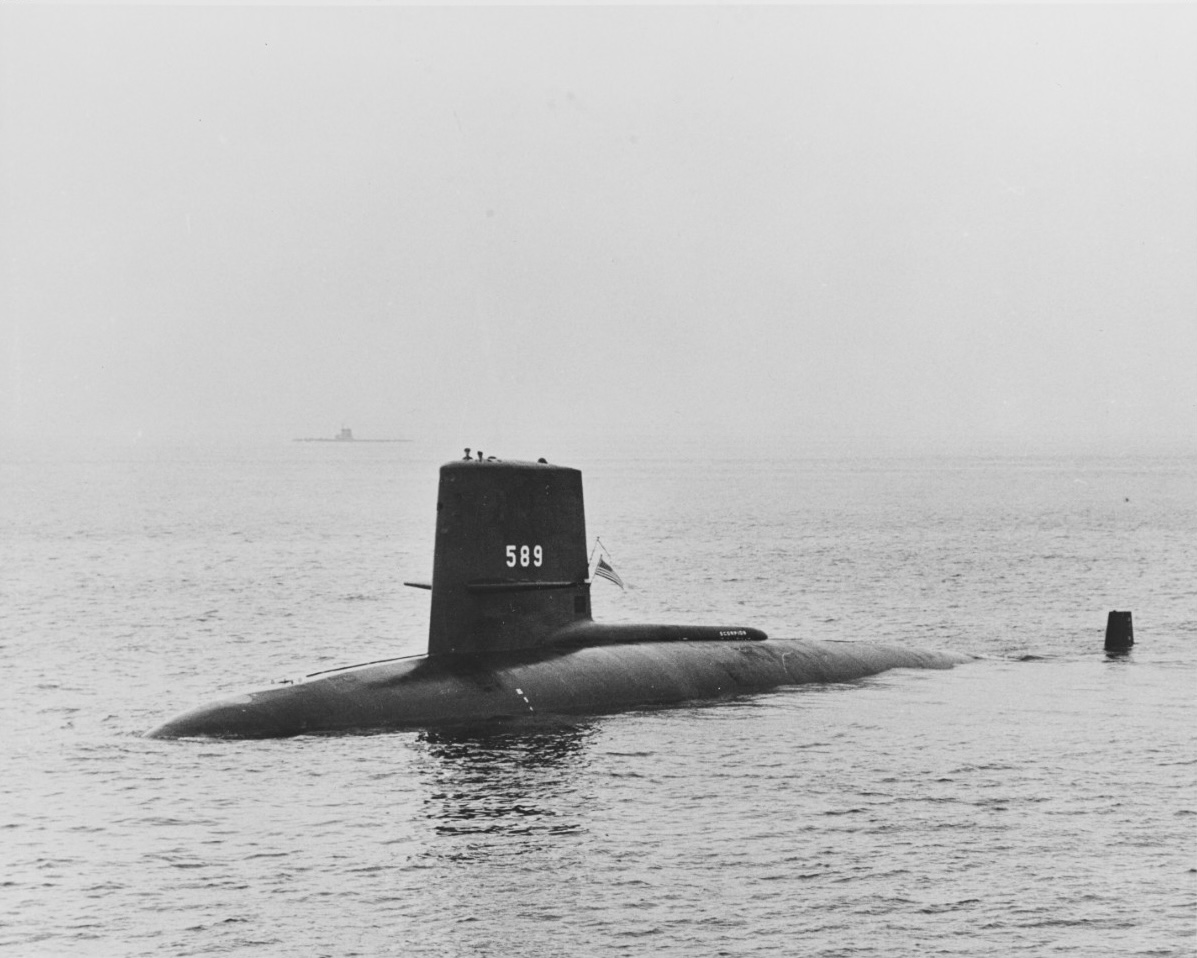
USS Scorpion

Az Amerikai Egyesült Államok Haditengerészete a mai napig két, a Szovjetunió és Oroszország haditengerészete hat nukleáris meghajtású tengeralattjárót veszített el a tengereken. Közülük legalább két hajó nukleáris töltetű fegyverekkel is fel volt fegyverezve. Ezeken kívül egy dízel-elektromos meghajtású, de nukleáris töltettel felszerelt ballisztikus rakétákat hordozó szovjet tengeralattjáró is odaveszett. A nukleáris reaktorok és robbanófejek korróziója jelentős környezeti károsodással fenyeget. Például a Komszomolec Norvégiától északra, a világ legjobb halászvizeiben nyugszik. Félő, hogy a fegyverek plutónium tartalmának, vagy a reaktor dúsított urán tartalmának szivárgása beszennyezheti e vizeket. Egy ilyen szivárgás mintegy 700 évre tenné lehetetlenné a halászatot.

## Egyesült Államok
- A USS Thresher (SSN-593) a Thresher/Permit tengeralattjáró osztály első hajója volt. 1963. április 10-én mélymerülési próba során süllyedt el Cape Codtól 50 kilométerre keletre. A 129 fős legénység valamennyi tagja odaveszett.
- A USS Scorpion (SSN-589) Skipjack osztályú tengeralattjáró 1968. május 22-én ismeretlen okból elsüllyedt az Atlanti-óceánban, az Azori-szigetektől délnyugati irányban  740 kilométerre. Két nukleáris töltettel felszerelt torpedó és a teljes 99 fős legénység odaveszett.

## Szovjetunió

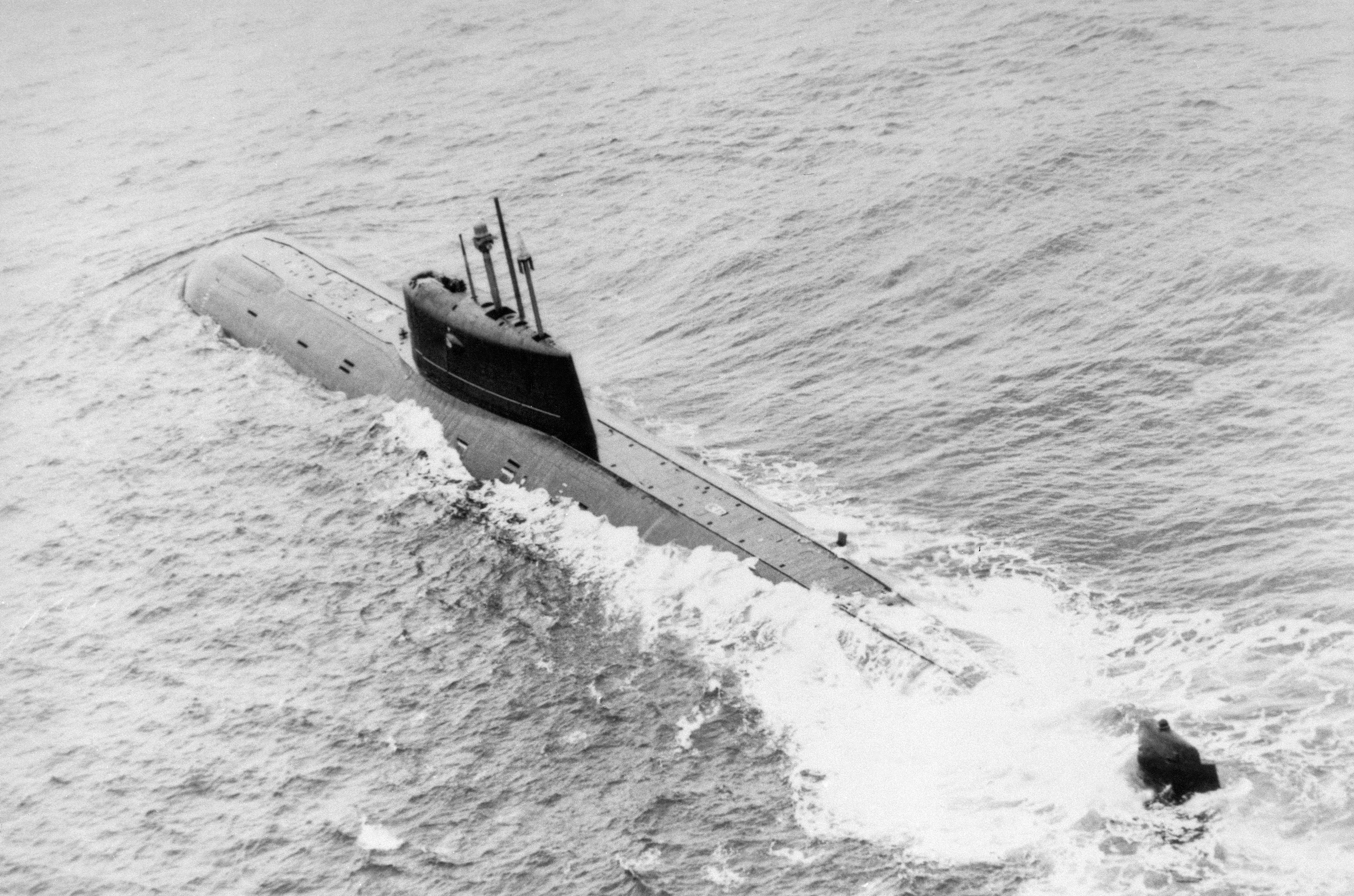
A K–278 Komszomolec

- A K–27 a Project 645 tengeralattjáró osztály egyetlen hajója volt. Atomreaktorának szabályozása 1968. május 24-én egy balesetben meghibásodott. Kilenc ember halt meg a sugárártalomtól. A reaktor lekapcsolása és elszigetelése után a hajót szeptember 6-án a Kara-tengerbe süllyesztették.[1]
- A szovjet K–129 egy Golf II osztályú, dízel-elektromos meghajtású tengeralattjáró nukleáris töltettel felszerelt R-21 típusú ballisztikus rakétákat hordozott, mikor 1968-ban a teljes legénységgel együtt elsüllyedt. Mintegy 4,9 kilométer mélyen fekszik a Csendes-óceánban (é. sz. 38° 05′ 00″, ny. h. 178° 57′ 00″38.083333°N 178.950000°W)
- A K–8 egy Project 627 (más néven November) osztályú tengeralattjáró volt, mely 1970. április 11-én veszett a mélybe, mikor egy fedélzeti tűz után viharos tengeren vontatták. A legénység nagy részét evakuálták, de a vontatás felügyeletére 52 ember volt a fedélzeten, akik valamennyien odavesztek.[1] A hajó Spanyolországtól 490 kilométerre északnyugatra nyugszik.
- A K–219 a Project 667A (más néven Yankee) osztályú tengeralattjáró volt, melyet egyik saját rakétájának robbanása rongált meg 1986. október 3-án. A legénységet evakuálták, majd a hajó vontatás közben elsüllyedt. A fedélzeten tartózkodó hat ember meghalt. A roncs az Atlanti-óceán északi részén, a Bermuda-szigetektől északnyugatra 1090 kilométer távolságban található.
- A K–278 Komszomolec a kísérleti Project 685 (más néven Mike)  tengeralattjáró osztály egyetlen, korát messze meghaladó technikai megoldásokkal megépített hajója volt. Az extrém merülési mélységű, titán hajótestű tengeralattjáró fedélzeti tűz miatt süllyedt el a Barents-tengeren 1989. április 7-én. A nukleáris reaktor mellett két nukleáris robbanófejet is hordozott. A balesetben 42 ember meghalt, 25-en megmenekültek. A hajó 1680 méter mélyen fekszik, a Norvégiához tartozó Medve-szigettől 180 kilométerre délnyugati irányban.

## Oroszország

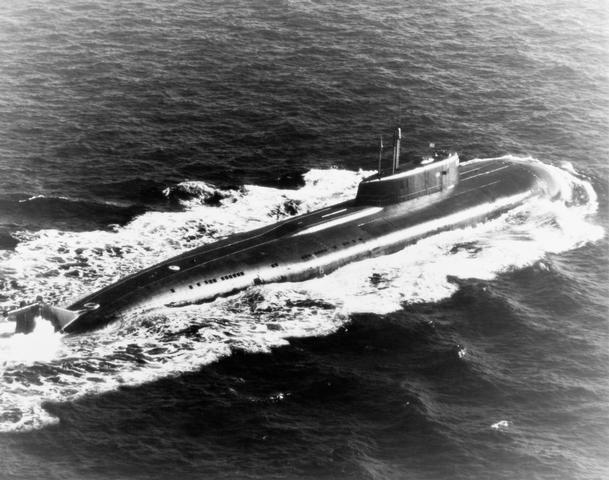
Oscar osztályú tengeralattjáró, a Kurszk testvérhajója

- K–141 Kurszk – 949A tervszámú, Antyej osztályú (NATO-kódja: Oscar II) tengeralattjáró volt. A hajót 2000. augusztus 12-én a Barents-tengeren egy hadgyakorlat közben megrongálta egy robbanás, melyet saját torpedójának szivárgó üzemanyaga okozott. A mentési munkálatok hosszas késlekedése miatt a 118 fős legénység minden tagja odaveszett. A roncs nagy részét később kiemelték a tengerből.
- K–159 – 627A (Kit) tervszámú (NATO-kódja: November), szolgálatból kivont tengeralattjáró volt. A hajótestet egy vihar leszakította azokról a pontonokról, melyek vontatás közben a felszínen tartották. A balesetben 9 ember halt meg a Barents-tengeren 2003. augusztus 28-án.